# ČSD S 458.0 sorozat
A ČSD S 458.0 sorozat egy csehszlovák villamosmozdony-sorozat volt. Csehszlovákia felbomlása után a cseh ČD 210 sorozat és a szlovák ŽSR 210 sorozat lett a sorozat új neve.

## Történet
Az 1980-as évek végén a csehszlovák közlekedési minisztérium új váltóáramú villamos tolatómozdonyt kívánt beszerezni, 211-es sorozatszámmal, a már 1973 óta gyártott 210-es sorozatot kiegészítendő, annál természetesen modernebb műszaki tartalommal. Próbaképpen a 210 001-4-es mozdonyt (gy. sz. 6414/1972) alakították át (a sorozat beszerzése végül nem valósult meg).
A mozdonyt tirisztoros vezérléssel látták el, illetve elektronidinamikus fékrendszerrel (EDB), mely fékezéskor képes volt energiát visszatáplálni a rendszerbe.
A plzeňi Škoda 1990-ben adta át a mozdonyt, mely korábbi állomáshelyén, Chebben szolgált. 1990-től állomási tartalék, illetve az 1991/1992-es menetrendi szezonban a Cheb–Vojtanov szakaszon vonali szolgálatot látott el, gyorsvonatot is továbbítva. 
1996-ban leállították, 1999-ben törölték az állományból és átszállították Brnóba. 2006-ban Česká Třebovában érte utol a végzete.